# Melville Shavelson
Melville Shavelson (Nueva York, 1 de abril de 1917-Studio City, 8 de agosto de 2007) fue un director de cine, productor, guionista y autor estadounidense que presidió el Gremio de Escritores de América (WGAw) de 1969 a 1971, 1979 a 1981, y 1985 a 1987. Llegó a Hollywood en 1938 como escritor de chistes para Bob Hope, un trabajo que le duró cinco años. Después fue responsable de los guiones de las películas de Hope The Princess and the Pirate (1944), Where there is Life (1947), The Great Lover (1949), y Sorrowful Jones (1949), coprotagonizada con Lucille Ball. También escribió los guiones del show radiofónico de Hope.
Shavelson estuvo nominado en dos ocasiones a los Premios Óscar por Mejor Guion Original, primero en 1955 por The Seven Little Foys y después en 1958 por Houseboat .
Otras películas que escribió y dirigió fueron Beau James (1957), The Five Pennies (1959), Empezó en Nápoles (1960), On the Double (1961), The Pigeon That Took Rome (1962), Una Nueva Clase de Amor (1963), Cast a Giant Shadow (1966), y Tuyos, míos, nuestros (1968), con Henry Fonda y Lucille Ball en el papel de una pareja que debe criar a 18 niños.
También produjo y codirigió para ABC la miniserie televisiva de 1979 Ike sobre la vida de Dwight D. Eisenhower, protagonizada por Robert Duvall y Lee Remick.
Su autobiografía, publicada por BearManor en abril de 2007, se titula Cómo tener éxito en Hollywood sin querer. Shavelson escribió muchos otros libros, incluido uno con Bob Hope, No dispares, soy yo (Putnam, 1990)  y Cómo hacer una película judía (1971).
Shavelson fue instructor destacado en el USC Mater de Programa de Escritura Profesional de 1998-2006. Enseñó escritura de guiones y le decía a sus alumnos: «Soy escritor por elección, productor por necesidad y director en defensa propia.»

## Premios y distinciones
Premios Óscar
| Año  | Categoría                                                      | Película        | Resultado |
| ---- | -------------------------------------------------------------- | --------------- | --------- |
| 1956 | Mejor argumento y guion                                        | Mis siete hijos | Nominado  |
| 1959 | Mejor argumento y guion escritos directamente para la pantalla | Houseboat       | Nominado  |